# Willem ten Rhijne

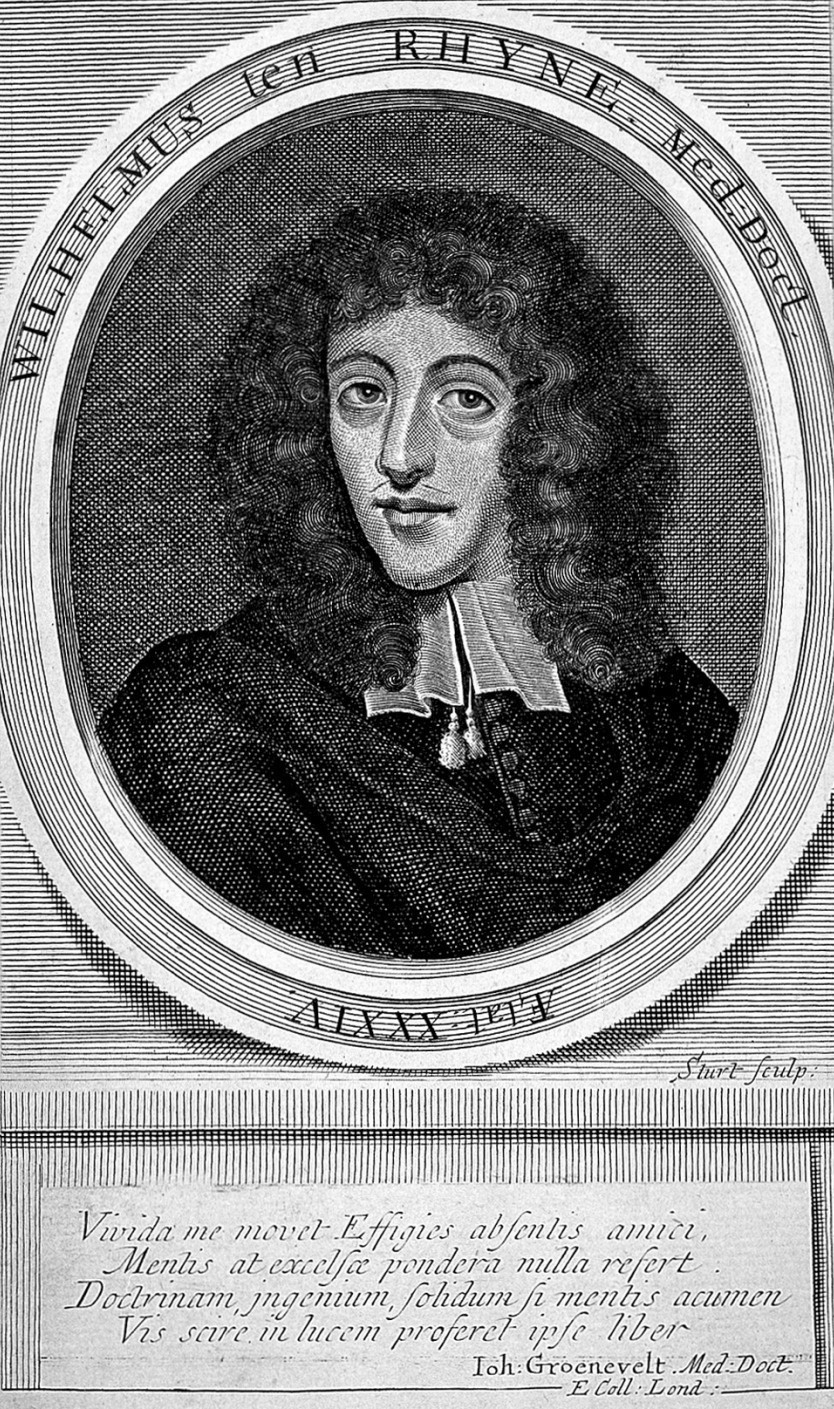
Willem ten Rhijne. Frontispiz von John Sturt in Dissertatio de Arthritide ... (1683).

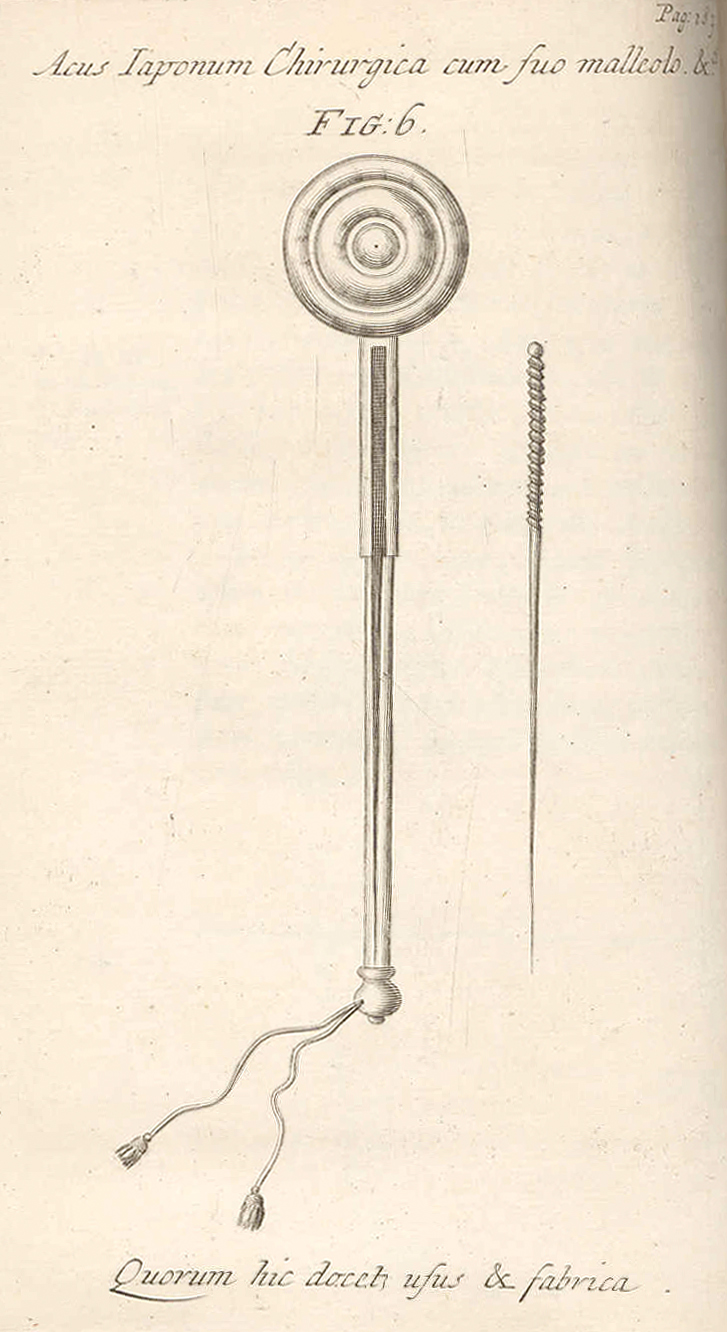
Japanisches Akupunkturhämmerchen und Nadel für die sogenannte „Klopfnadelung“ nach Mubun. Hämmerchen, Nadeln, Techniken und Therapieorte wurden, was die Europäer bis ins 19. Jahrhundert nicht wussten, eigenständig in Japan entwickelt und waren in China unbekannt. Die Nadel steckte man nach Gebrauch in den hohlen Griff zurück. Aus: Dissertatio de Arthritide ... (1683).

„Schema Japonicum“. Die Pose der Figur wie auch die Gestaltung der Leitbahnen (Meridiane) ist frei gestaltet und hat mit der japanischen Vorlage wenig gemein. Aus: Dissertatio de Arthritide ... (1683).

Willem ten Rhijne, auch Wilhelmus ten Rhyne (* 1647 in Deventer; † 1. Juni 1700 Batavia), war ein niederländischer Arzt, der in Diensten der Niederländischen Ostindien-Kompanie (VOC) stand und die erste westliche Abhandlung über die Akupunktur sowie eine gleichfalls bahnbrechende Arbeit über die Lepra in Asien schrieb.

## Leben
Willem ten Rhijne stammte aus dem niederländischen Deventer, hatte in der „Hohen Schule“ von Franeker und von 1668 an in Leiden Medizin studiert und Ende jenes Jahres bei dem berühmten Franciscus de le Boe (Sylvius) mit einer Arbeit über die durch Darmwinde verursachten Schmerzen („De Dolore Intestionorum e Flatu“) im Alter von 21 Jahren den Grad eines Doktors der Medizin erworben. 1669 erschien aus seiner Feder eine „Exercitatio physiologica in celebrem Hippocratis textum de vet. med.“, die in stark erweiterter Form drei Jahre später als „Meditationes in magni Hippocratis textum XXIV de veteri medicina“ gedruckt wurde und mit knapp 400 Seiten die Ambitionen dieses jungen Mediziners bezeugt.
Am 6. Februar 1673 trat er als Arzt in den Dienst der Niederländischen Ostindien-Kompanie mit der Besoldungsgruppe eines Kaufmanns, d. h. einem Gehalt von 60 Gulden. Ten Rhijne war eigens für den Dienst in Japan ausgewählt worden. Um sich von den teuren Heilmittelimporten unabhängiger zu machen, hatte man die Kompanie 1667 um Samen und Setzlinge sowie um die Entsendung eines qualifizierten Kräuterkenners und Spezialisten für die Destillation von Heilölen gebeten. Die Bitte kam vom Reichsrat und wurde im Namen des Shōgun durch den Gouverneur der reichsunmittelbaren Domäne Nagasaki übermittelt.
Die Erfüllung solcher Wünsche trug zur Verbesserung der niederländisch-japanischen Handelsbeziehungen bei, so dass das Generalgouvernement der Kompanie in Batavia rasch reagierte. Die ersten Samen und Setzlinge trafen 1669 ein, auch schickte man den jungen Apotheker Godefried Haeck, mit dem die Japaner jedoch sehr unzufrieden waren. Etwas besser beurteilt wurde dessen Ersatz, der deutsche Apotheker Franz Braun, der im Sommer 1671 auch die aus Europa gelieferte Destillationsanlage mitbrachte. Mit der Entsendung des begabten Dr. Ten Rhijne, so die Hoffnung in Batavia und Amsterdam, würde man die japanische Regierung endlich zufriedenstellen. Er sollte als wissenschaftlicher Gesandter die Errungenschaften der westlichen Medizin präsentieren und zugleich das Engagement der Kompanie unterstreichen. Wohl um eventuell auftretende Schäden an der Destillationsapparatur zu beheben, musste er vor seiner Abreise nach Ostasien u. a. das Glasblasen erlernen, denn noch gab es sogar in Batavia niemanden, der dazu in der Lage war.
Bei der obligatorischen Zwischenlandung am Kap der Guten Hoffnung beschäftigte sich Ten Rhijne mit der Flora Südafrikas und beobachtete die in der Umgebung des niederländischen Stützpunktes lebenden Khoikhoi („Hottentotten“). Nach der Ankunft in Batavia musste er wegen der jahreszeitlichen Windverhältnisse einige Monate bis zur Abreise nach Japan warten. In dieser Zeit lernte er den Kreis der natur- und landeskundlich interessierten Europäer auf Java kennen. Unter anderem hielt er eine Vorlesung in der 1673 durch den Arzt und damaligen Betreiber die batavischen Apotheken Andreas Cleyer neu eingerichteten Anatomiekammer. Auch machte er die Bekanntschaft des Pfarrers Hermann Buschoff. Buschoff hatte nach langem Leiden seine Fußgicht (Podagra) von einer lokalen Ärztin behandeln lassen und hierauf ein langes Manuskript über das revolutionäre Heilmittel der Chinesen und Japaner verfasst, das er unter dem Namen Moxa beschrieb.
Ende Juli 1674 traf Ten Rhijne schließlich in der Handelsstation Dejima (Nagasaki) ein. Die folgenden zwei Jahre brachten allerlei Enttäuschungen. In Batavia und Amsterdam glaubte man nicht ohne Grund, der Shōgun persönlich hätte sich den Besuch eines qualifizierten Arztes erwünscht. Doch die Aufzucht der seit 1669 gelieferten Samen und Pflanzen war gescheitert, und das Interesse an diesem Vorhaben hatte inzwischen ziemlich nachgelassen. Wohl um das Gesicht zu wahren, wurde von japanischer Seite aus das Ganze als Missverständnis dargestellt. Zwar wusste man Ten Rhijne als Arzt und Auskunftspartner zu schätzen und bat ihn in Nagasaki wie am Hofe zu Edo um ärztliche Hilfe und Instruktionen zur westlichen Medizin, doch geschah das nicht in dem ursprünglich erwarteten Ausmaß. Ten Rhijnes Enttäuschung und Ärger kommen in schriftlich beim Leiter der niederländischen Handelsniederlassung eingereichten Beschwerden deutlich zum Ausdruck.
Als er am 27. Oktober 1676 zur Rückkehr nach Batavia aufbrach, verließ er Japan trotz allem nicht mit leeren Händen. Von Buschoff angeregt, hatte er sich mit der Nutzung der Moxa in Japan beschäftigt. In der 1683 gedruckten „Dissertatio de Arthritide“ widmete er dann Buschofs Schrift eine ausführliche Kommentierung, um dann die eigenen Beobachtungen auszubreiten.
Außerdem besaß er nun eines der berühmtesten Werke der chinesischen Medizin, das „Illustrierte Handbuch des Nadelns und Brennens der Transportpunkte, gezeigt an der Bronzefigur“ (Tongren shuxue zhenjiu tujing). Dieses von dem Arzt Wang Weiyi um 1026/27 publizierte Handbuch erlebte auch in Japan viele Nachdrucke. Bei der Bronzefigur handelt es sich ursprünglich um eine hohle, mit Wasser gefüllte lebensgroße menschliche Figur. Die Therapiepunkte waren durch ein Loch markiert waren. Um diese zu verdecken und das Austreten der Flüssigkeit zu verhindern, wurde die Puppe mit Wachs überzogen. Wenn man beim Üben bzw. bei Prüfungen die richtige Stelle traf, traten dort ein paar Wassertropfen aus. Wegen der hohen Herstellungskosten und des Aufwands bei der Nutzung verbreiteten sich jedoch bald einfache Puppen aus vielerlei Materialien, die zur Anschauung und Demonstration dienten. Ten Rhijne ließ sich den Text von den beiden japanischen Dolmetschern Motoki Shōdayu und Iwanaga Sōko übersetzen bzw. erklären. Noch vor Engelbert Kaempfer brachte er überdies eine goldene Akupunkturnadel und das dazugehörige Hämmerchen für die in Japan entwickelte „Schlagnadelung“ / „Klopfnadelung“ aus dem Land. Dazu kamen ein Reiseführer der Ostmeerstraße (Tōkaidō), ein Adelskalender („Edo-kagami“) sowie Schriftproben des japanischen Silbenalphabetes. Seine Aufzeichnungen reichten für mehrere Abhandlungen, die in den folgenden Jahren in Europa erschienen.
In Batavia übernahm Ten Rhijne 1677 das Ehrenamt eines Diakons. Am 28. Juni folgte die Ernennung zum Außenregenten der Leprastation („Buijtenregent van't Lasarushuijs“). 1679 verfasste er eine „Korte beschrijvinge der voornaemste kragten van Oost-Indische enkele geneesmiddelen“ für die Kompanie, die diverse regionale Heilmittel vorstellt, welche als Ersatz für europäische Mittel genutzt werden könnten. Andreas Cleyer, der sich diesem Problem schon länger widmete, fand als Gutachter allerdings nur kritische Worte. Ein flexibler Mann wie Ten Rhijne bewährte sich auch als Mitglied des provisorischen Bergkollegiums, das die Effizienz der Salidaschen Gold- und Silberminen an der Westküste Sumatras steigern sollte. Auf Anordnung des Direktoriums in Holland, das er eigens in dieser Angelegenheit angeschrieben hatte, wurde er am 14. März 1681 zum Mitglied des Justitienrats („Raad van Justitie“), des obersten Organs der Rechtsprechung in Ostindien, ernannt. Schließlich stieg sein Gehalt mit dem 24. August 1682 auf 100 Gulden, der Höchststufe für Nicht-Kaufleute.
Während der rund acht Jahre seit seiner Einstellung hatte Ten Rhijne eine bemerkenswerte Karriere gemacht, wozu die Patronage durch Pieter van Dam, Advokat und Rat der VOC in Amsterdam, einiges beitrug. Seit dem 19. August 1681 war er wieder für das Leprosorium auf der kleinen Insel Pumerend bei Batavia zuständig, ab Januar 1682 wirkte er zudem als Gutachter für Lepraverdächtige. Erwähnen sollte man noch die Tätigkeit als Schulrat der kirchlichen Schulen seit 1684, die mit seinem Tod am 1. Juni 1700 endete.
Trotz all der Ämter und Aufgaben und des für Europäer mörderischen Klimas brachte Ten Rhijne Arbeiten zu Papier, die ihn in Europa bekannt machten. In der Abfolge ihrer Publikationsdaten geordnet, wären zunächst zu nennen die „Excerpta ex observationibus suis Japonicis Physicis &c. de Fructice Thee“. Der als Botaniker berühmte Danziger Kaufmann Jakob Breyne (1637–1697) hatte diese Materialien zum japanischen Tee sowie anderen seltenen Pflanzen des Kaps bzw. der Bucht von Sardanha von Ten Rhijne erhalten und sie unverzüglich seinem Werk „Exoticarum aliarumque Minus Cognitarum Plantarum Centuria Prima“ (Danzig 1678) einverleibt. Im Hinblick auf Japan ist vor allem die Beschreibung des Kampferbaumes („Arbor Camphorifera Japonica“) hervorzuheben, die Rhijne 1674 aus Nagasaki übermittelt hatte. Die ein Jahr darauf an den Diplomaten Hieronymus van Beverningh geschickte Abbildung einer Teepflanze gab Breyne seinem eigenen Kapitel „The Sinensium, sive Tsia Japonensibus“ bei.
1683 erschien in London „Dissertatio de Arthritide: Mantissa Schematica: De Acupunctura: Et Orationes Tres“. Dieses Kompendium umfasst sechs Arbeiten und einige Briefe. Der erste Beitrag, eine „Dissertatio de Arthritide“, bot eine detaillierte Auskunft über das Brennen mit der Moxa in Japan. Die „Mantissa Schematica“ stellte erstmals chinesische und japanische Illustrationen der Leitbahnen (Meridiane) für das Nadeln und Brennen vor. Allerdings interpretierte Ten Rhijne die Linien – wie andere Europäer vor ihm auch – als Arterien und Venen. Die hierauf folgende Arbeit ist die älteste ausführliche westliche Beschreibung des Nadelstechens, für die Ten Rhijne den Begriff Acupunctura (lat. acus, Nadel; pungere, stechen) prägte.
Häufig zitiert wird heute weiter die 1686 gedruckte Beschreibung der Khoikhoi in der Kapkolonie, welche die Ostindien-Kompanie seit 1653 aufbaute. Auch mit dem letzten Werk, einer ‚Abhandlung über die asiatische Lepra nach genauerer Untersuchung zum Nutzen der Allgemeinheit‘, das 1687 in Amsterdam erschien, stellte er seine Fähigkeiten unter Beweis. Bis Anfang des 19. Jahrhunderts blieb dies die beste Beschreibung zum Thema.

## Werke
- Disputatio medica de dolore intestinorum a flatu […] publicae medicorum disquisitioni subjicit Wilhelmus ten Rhyne […] Præs. F. de le Boe Sylvio. Lugduni Batavorum: apud viduam & haeredes Joannis Elsevirii, 1668.
- Exercitatio physiologica in celebrem Hippocratis textum de vet. med. Quam […] sub praesidio […] Francisci de le Boe Sylvii […] publico medicorum examini submittit Wilhelmus ten Rhyne […] ad diem [  ] Iunii, loco horisque solitis, ante mer. Lugduni Batavorum: apud viduam & haeredes Johannis Elsevirii, 1669.
- Meditationes in magni Hippocratis textum XXIV de veteri medicina quibus traduntur brevis pneumatologia, succincta phytologia, intercalaris chymología &c.; cum additamento & variis hinc inde laciniis de salvium &c. Lugduni Batavorum: apud Johannem à Schuylenburgh, 1672.
- Wilhelmi ten Rhyne Medici, Botanici & Chymici quondam Magni Imperatoris Japonicæ, nunc verò Medicinæ & Anatomiæ Professoris in Batavia Emporio Indiæ Orientalis celeberrimo Excerpta ex observationibus suis Japonicis Physicis &c. de Fructice Thee. Cui accedit Fasciculus Rariorum Plantarum ab eodem D.D. ten Rhyne In Promontorio Bonæ Speï et Saldanhâ Sinu Anno MDCLXXIII. collectarum, atque demum ex Indiâ Anno MDCLXXVII. in Europam ad Jacobus Breynium, Gedanensem transmissarum. In: Jacobi Breynii Gedanensis Icones Exoticarum aliarumque Minus Cognitarum Plantarum in Centuria Prima descriptarum Plantae Exoticae. Gedani: Rhetius, 1678 (S. [VII] – XXV)
- Wilhelmi ten Rhyne M.D. &c. Transisalano-Daventriensis Dissertatio de Arthritide: Mantissa Schematica: De Acupunctura: Et Orationes Tres. I. De Chymiae ac Botaniae antiquitate & dignitage: II. De Psysiognomia: III. De Monstris. Singula ipsius Authoris notis illustrata. Londini: imp. R. Chiswell ad insigne Rosae Corona, 1683.
- Schediasma de promontorio bonae spei eiusque tractus incolis Hottentottis Wilhelmi ten Rhyne Schediasma de promontorio bonae spei eiusque ejusqve tractus incolis Hottentottis accurante, brevesque notas addente Henr. Screta S. a Zavorziz. Scafusii: Meister, 1686 (2. Druck 1716; englische Ausgabe: An Account of the Cape of Good Hope and the Hottentotes, the Natives of that Country. 1704)
- Verhandelinge van de Asiatise Melaatsheid, Na een naaukeuriger ondersoek, ten dienste van het gemeen, Opgesteld door Wilhem ten Rhyne, M.D. Op Batavia. t'Amsterdam: By Abraham van Someren, 1687.